# Менчичи
Менчичи (укр. Менчичі) — село в Иваничевской поселковой общине Владимирского района Волынской области Украины.
До 2020 года входило в Иваничевский район.
Код КОАТУУ — 0721186802. Население по переписи 2001 года составляет 474 человека. Почтовый индекс — 45323. Телефонный код — 3372. Занимает площадь 9,6 км².